# 16. дивизија Копнене војске
16. дивизија Копнене војске је војна формација која је деловала у саставу Првог корпуса Армије Републике Босне и Херцеговине током рата у Босни и Херцеговини.
Од почетка лета 1992. године, јединице и општински штабови одбране формирани у подручјима Високо, Брезе, Олова, Вареша и слободних територија Илијаша били су део привремених формација Оперативне групе Високо 1. и 3. корпуса, Оперативне групе Исток 3. и 6. корпуса и Оперативне групе Кладањ 2. корпуса . Почетком 1994. године ово подручје се налазило у зони одговорности 1. корпуса, а командовање и контрола вршени су преко Оперативних група 2 Високо и 3 Вареш .
Дана 11. јануара 1995. године формирана је 16. дивизија са седиштем у Варешу. У њеном саставу су били:
- 110. славна оловкса брдска бригада
- 122. лака бригада
- 126. лака бригада
- 134. лака бригада
- 135. лака бригада
- 136. лака бригада
- 147. лака бригада

Почетком септембра, од људства 285. лаке бригаде која је преживела пад енклаве Жепа, формирана је 185 лака бригада. У новембру су јединице реорганизоване: 110. бригада је преименована у 161., а 134. у 164. Од 122. и 126. формирана је 162. брдска бригада, а од 135. и 136. 165. брдска бригада .

## Литераутра
- Smail Čekić i grupa autora (2017). Prvi korpus Armije Republike Bosne i Hercegovine (1. изд.). Sarajevo: Institut za istraživanje zločina protiv čovječnosti i međunarodnog prava Univerziteta u Sarajevu. ISBN 978-9958-028-25-0.